# Am Zoer
 Am Zoer o Am-Zoer (in arabo أم زوير) è un comune del Ciad situato nel dipartimento di Dar-Alfawakih, provincia di Wadi Fira.